# Out of Rosenheim
Out of Rosenheim ist eine Drama-Komödie des deutschen Regisseurs Percy Adlon aus dem Jahr 1987.

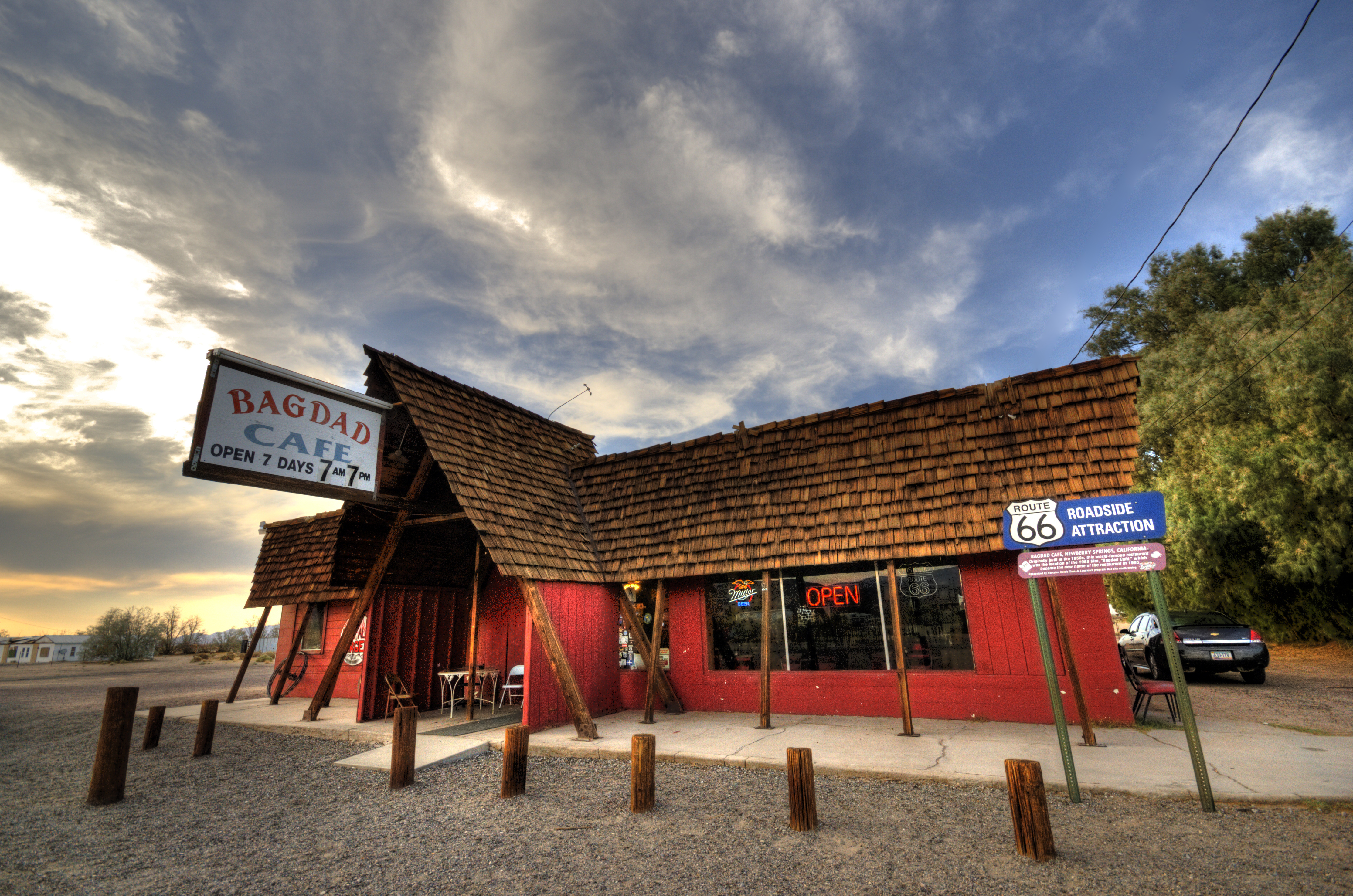
Bagdad Cafe in Newberry Springs, Kalifornien

## Handlung
Nach einem handfesten Streit trennt sich Jasmin Münchgstettner aus Rosenheim während einer gemeinsamen Reise von ihrem Ehemann. Nun steht sie allein in einer Wüste, irgendwo im Südwesten der Vereinigten Staaten. Zu Fuß in ihrem Lodenkostüm, mit Handtasche und Koffer, gelangt sie schließlich an eine kleine Ansiedlung namens Bagdad, die nur aus dem heruntergekommenen Bagdad Cafe mit angeschlossenem Motel und Tankstelle besteht. Das Haus wird von der resoluten, übellaunigen Brenda geleitet, die kurz zuvor ihren nichtsnutzigen Mann nach einem Streit hinausgeworfen hat. Brenda lebt im Café mit ihrer halbwüchsigen Tochter Phyllis, ihrem erwachsenen Sohn Salomo (der zu Brendas Leidwesen unentwegt Präludien des Wohltemperierten Klaviers übt) und dessen kleinem Sohn. Als Dauergäste leben dort außerdem die Tätowiererin Debby und der ehemalige Hollywood-Bühnenmaler Rudy Cox.
Jasmin nimmt sich ein Zimmer, obwohl Brenda der in ihren Augen fremdartigen und suspekten Frau mit offener Abneigung begegnet. Beim Auspacken stellt Jasmin fest, dass sich im Koffer statt ihrer eigenen Sachen die ihres Mannes befinden. Als Brenda am nächsten Morgen die im Zimmer verstreuten männlichen Reiseartikel samt Rasierpinsel und Lederhose findet, sieht sie ihre Vorbehalte gegenüber Jasmin bestätigt, ihre Abneigung schlägt in Feindseligkeit um. Doch der herbeigerufene Sheriff sieht keinen Grund, gegen Jasmins Aufenthalt Maßnahmen einzuleiten, da sie gegen kein Gesetz verstoße. Brenda argumentiert mit Jasmins Andersartigkeit. Das erzeugt eine absurd wirkende Situation, da sich eine Afroamerikanerin (Brenda) und ein Indigener mit langen schwarzen Zöpfen (der Sheriff) über die Andersartigkeit einer Europäerin unterhalten, so wie sonst Weiße über die Andersartigkeit von Schwarzen oder Indianern zu urteilen pflegen.
Als Jasmin sich im Café nützlich macht, indem sie aufräumt, putzt und sich um Brendas Familie kümmert, wirft Brenda sie wegen dieser Einmischung in ihr Privatleben fast hinaus. Andererseits bemerkt sie Jasmins Fähigkeit, Menschen zu ermutigen, Wertschätzung zu vermitteln und Freude zu verbreiten, und erkennt, dass es Jasmin nur darum geht, sich nach den Demütigungen durch ihren Mann wieder wertvoll und nützlich zu fühlen. Langsam wächst eine Freundschaft zwischen den beiden ungleichen Frauen.
Jasmin hat im Gepäck ihres Mannes einen Karton mit Material und Anleitungen für Zaubertricks gefunden, beginnt zu üben und einzelnen Gästen Tricks vorzuführen. Daraus wächst eine Zaubershow, die sich schnell unter den Truckern herumspricht. Das Café ist nun immer voll. Rudy Cox hat sich längst in Jasmin verliebt und malt mehrere Bilder von ihr in zunehmend freizügigen Posen.
Als Jasmins Touristenvisum abgelaufen ist, muss sie abreisen, zumal sie ohne Greencard in den USA ohnehin nicht arbeiten darf. Ohne sie ist das Leben in Bagdad wieder so trist wie zuvor. Sie kommt jedoch wieder, die Zaubershow wird perfektioniert, Brenda versöhnt sich mit ihrem Mann, und Cox macht Jasmin einen Heiratsantrag, damit sie dauerhaft bleiben kann.

## Trivia
- Der Film wurde in dem verkehrsgünstig an der Interstate 40 nahe Barstow gelegenen Wüstenort Newberry Springs gedreht, nicht in Bagdad, das ebenfalls in Kalifornien, aber weiter östlich an der legendären Route 66 in der Mojave-Wüste zwischen Ludlow und Amboy liegt, etwa zehn Kilometer südlich der Interstate 40. Auf den Straßenkarten der AAA ist nicht das kalifornische Bagdad verzeichnet, sondern ein Wüstenort in Arizona namens Bagdad.
- Zur Zeit der Dreharbeiten hieß das Bagdad Cafe noch Sidewinder und war ein umgebautes Depot für Futtermittel. Später wurde es auf den Namen umbenannt, den es im Film trägt. Google Street View zeigt es in der aus dem Film bekannten Form, allerdings ohne Tankstelle.[2]
- Der in Deutschland benutzte Filmtitel persifliert Jasmins unbeholfenes Englisch – out of Rosenheim bedeutet wörtlich „aus Rosenheim heraus, außerhalb von Rosenheim“. Richtig wäre from Rosenheim.
- Jevetta Steele singt den Titelsong Calling You, für den Bob Telson 1989 eine Nominierung für den Oscar in der Kategorie Bester Song erhielt. Von Calling You existieren auch Coverversionen von Jeff Buckley auf dem Live-Album Live at Sin-é (Legacy Edition) und von Paul Young auf dem Album Other Voices.

## Serie
Nach der Filmvorlage wurde 1990 in den USA die Fernsehserie Bagdad Cafe mit Whoopi Goldberg gedreht, die auch in Deutschland ausgestrahlt wurde.

## Musical
Im Jahr 2005 adaptierte Percy Adlon die Geschichte für die Bühne. Zunächst unter dem internationalen Namen Bagdad Cafe wurde das Musical aufgrund mangelnden Erfolgs dann wieder zu „Out of Rosenheim“ umbenannt.

## Kritiken
„Märchenhafte Komödie über eine Selbstbefreiung aus der Borniertheit des Alltagstrotts und die menschlichen Qualitäten in einem jeden; witzig und mit großer Liebe fürs Detail inszeniert und gespielt.“

„Eine echte Emanzipationsgeschichte und eine Huldigung an die Frauen, auch außerhalb von Bagdad, USA (und ein Hoffnungsschimmer für die deutsche Film-Komödie).“

## Auszeichnungen und Nominierungen (Auswahl)
- 1987: Bayerischer Filmpreis an Percy und Eleonore Adlon in der Kategorie Drehbuch
- 1988: Deutscher Filmpreis für Marianne Sägebrecht als Beste Darstellerin und Filmband in Silber als Bester Spielfilm
- 1988: Ernst-Lubitsch-Preis für Percy Adlon
- 1988: Gilde-Filmpreis in Gold
- 1989: César als Bester ausländischer Film
- 1989: nominiert für den Oscar in der Kategorie Bester Song. Original Song (Bob Telson „Calling You“)
- 1989: Bester ausländischer Film des Syndicat Français de la Critique de Cinéma